# Ataque a escola em Medianeira
O ataque à escola em Medianeira refere-se a um tiroteio em escola ocorrido no dia 28 de setembro de 2018, no Colégio Estadual João Manoel Mondrone, na cidade de Medianeira, interior do Paraná. Dois adolescentes de 15 anos que cursavam o 1º ano do ensino médio entraram na escola um pouco antes das 9:00, armados com uma variedade de equipamentos. Um deles estava com uma garrucha calibre .22 e algumas bombas caseiras em sua mochila. O segundo adolescente que chegou após o ataque começar, carregava uma faca e mais algumas bombas caseiras em sua mochila. Segundos os adolescentes, eles queriam se vingar do bullying que estavam sofrendo por parte dos colegas.

## Ataque
O ataque começou por volta das 9 horas, quando o primeiro adolescente aparece nas câmeras de segurança do corredor da escola, com roupas pretas e com um coturno militar. Também é possível observar a camiseta branca com referência a Eric Harris, um dos autores do Massacre de Columbine.
Ele anda e passa pela sua sala do 1º ano do ensino médio, e então ele dá a volta e pega a garrucha que estava no coldre em sua cintura. Ele efetua dois disparos na janela da sala, um desses disparos acaba acertando um aluno nas costas, e o outro pegou na parede.
Depois de efetuar os disparos, ele recarrega a arma, e o pânico toma os corredoras da escola, com barulhos de tiros sendo ouvidos, e algumas bombinhas sendo acesas pelo mesmo adolescente que efetuou os disparos. Enquanto os alunos correm desesperados para a saída, o segundo adolescente chega com uma bomba caseira em suas mãos. Ele para na porta de uma sala, tenta acender mas acaba deixando cair, e desiste de acender ela. Ele então pega a faca e se encontra com o outro adolescente que está armado, e começam a rondar a escola tentando achar alunos e funcionários da instituição. Em um vídeo gravado por um aluno de uma das salas da escola, a professora menciona que o portão está aberto, e pergunta se os alunos queriam tentar fugir. Após alguns segundos, o vídeo mostra vários alunos correndo, enquanto barulhos de bombinhas ecoam pelos corredores da escola. No final do vídeo, é possível ver uma viatura da Polícia Militar chegando no local.
Enquanto andam pela escola, mais um aluno é atingido, e dessa vez o disparo pegou na perna do aluno. Mesmo ferido, ele consegue fugir do local.
Os dois adolescentes vão até uma sala no segundo andar da escola, e de lá jogam bombas caseiras pela janela, procurando afastar os policiais militares que chegaram a pouco tempo na escola. Após os policiais localizarem os adolescentes, eles se aproximam da porta da sala e são recebidos com dois tiros disparados pelo adolescente armado, mas os disparos não atingiram nenhum policial. Após isso, os dois adolescentes se renderam e foram algemados pela polícia.

## Reação
O ataque chocou a pequena comunidade da cidade de Medianeira. Vários alunos e pais deram suas opiniões sobre o ataque, falando da falta de segurança das escolas públicas no país e pela falta de atenção em relação ao bullying nas escolas.
A direção e os professores da escola organizaram uma reunião no dia 1 de outubro para definir como será a volta as aulas na escola, após o ataque ter chocado vários alunos psicologicamente. Foi definido que as aulas retornariam no dia seguinte, dia 2 de outubro.
O aluno que foi atingido nas costas pelo adolescente armado, corria o risco de ficar paraplégico, e teve que ser internado em um hospital de Curitiba.

## Internação dos autores do crime
Os dois adolescentes foram presos e internados no Centro de Socioeducação (Cesen) em Cascavel, região oeste do estado. Eles ficaram sujeitos as medidas socioeducativas do ECA.
Em fevereiro de 2019, o adolescente que portava a faca no ataque foi solto após cumprir meses de medidas socioeducativas, enquanto o outro adolescente responsável pela posse de arma de fogo e pelos disparos, continuou internado por tempo indeterminado.
Em maio de 2019, o adolescente atirador foi solto logo após o outro adolescente ser liberado. Depois de oito meses de medidas socioeducativas, foi avaliado que ele não representa mais perigo para a sociedade.